# کشکسرای

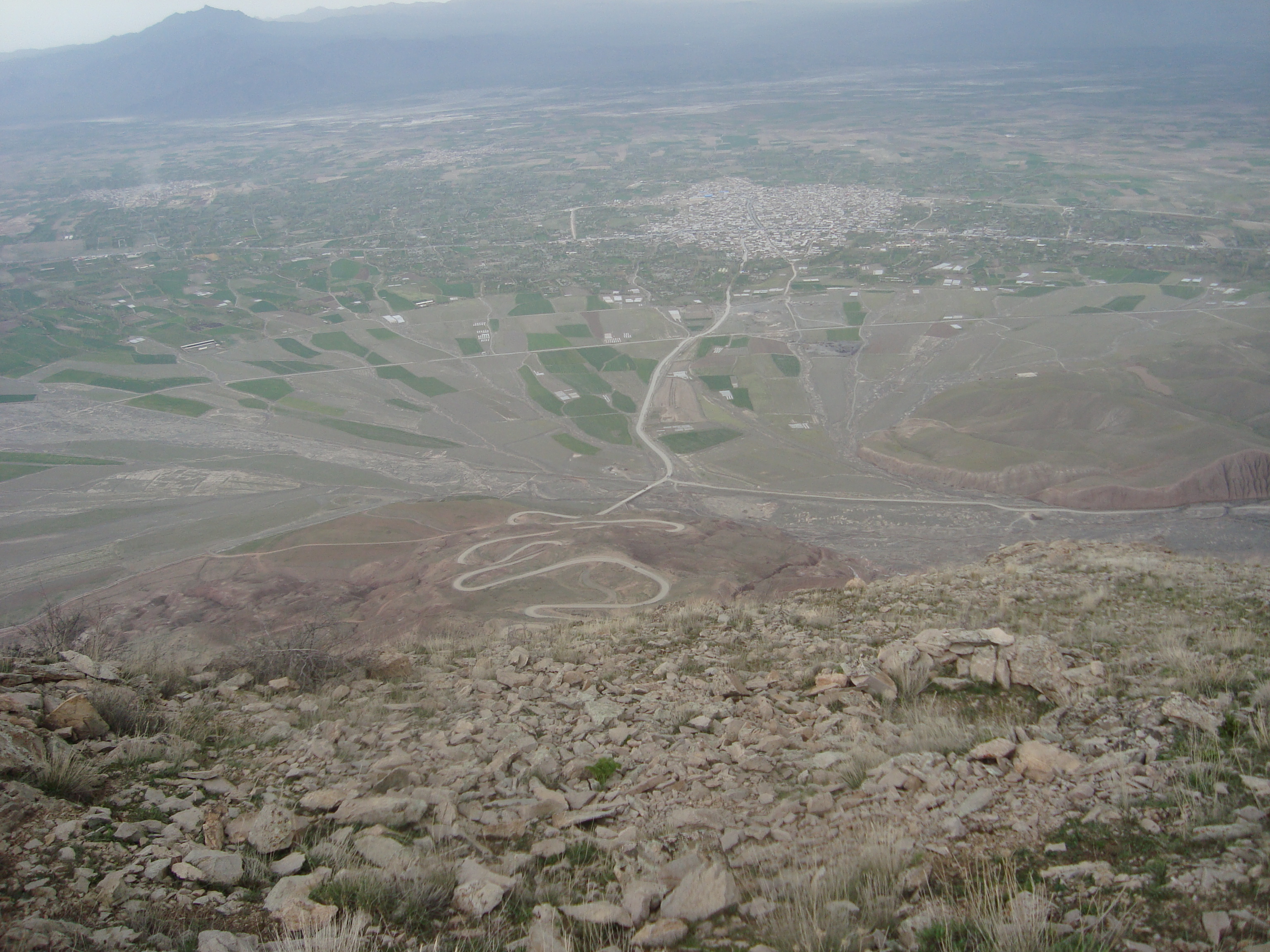

کُشکسَرای یکی از شهرهای استان آذربایجان شرقی ایران است. این شهر در بخش کشکسرای شهرستان مرند قرار دارد.

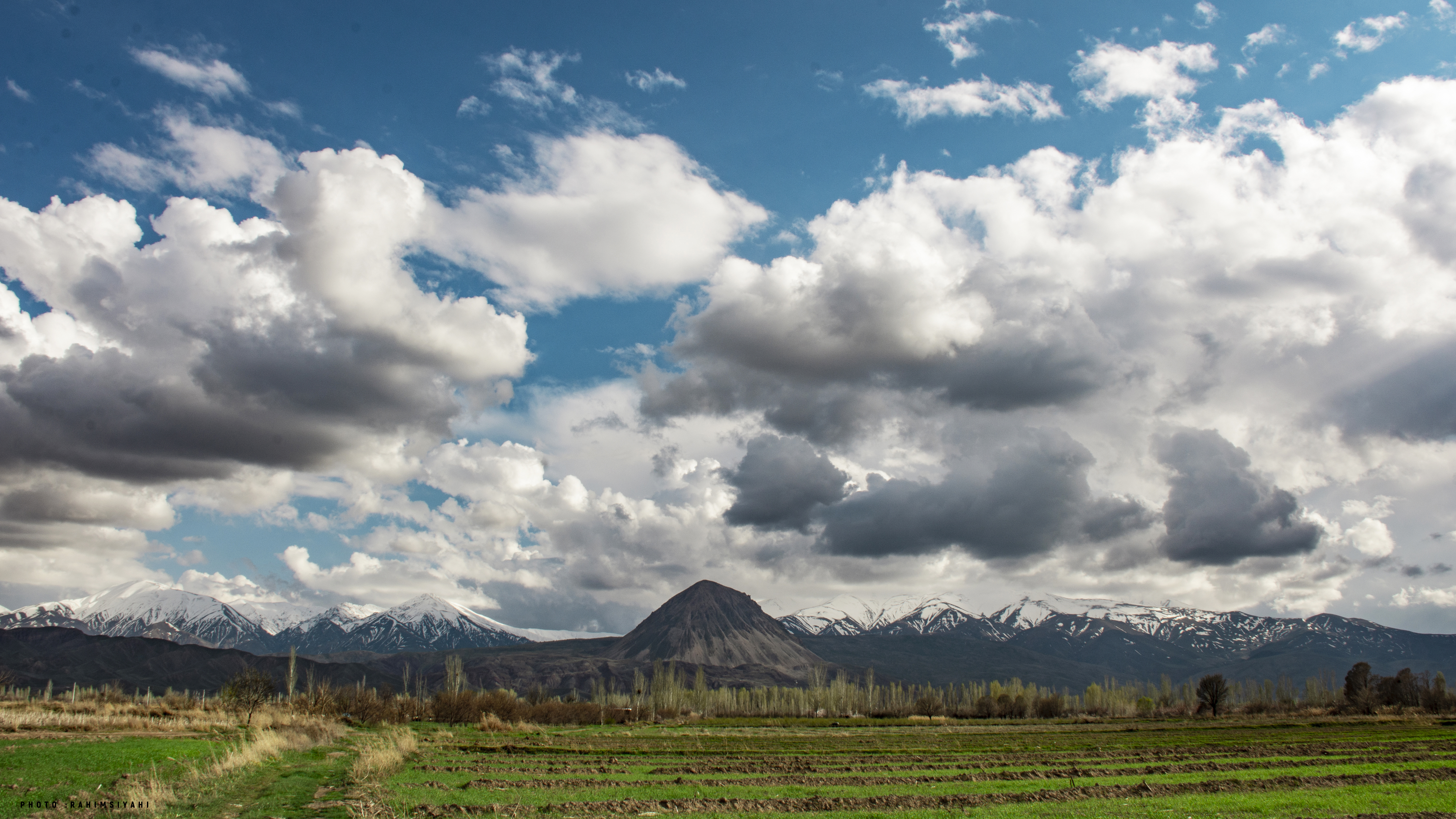

## نام
نام شهر کشکسرای از ترکیب دو واژهٔ «کوشک» به‌معنای کاخ، و «سارا» برگرفته از نام سارا خاتون شکل گرفته‌است. بر پایهٔ روایات محلی و منابع تاریخی، سارا خاتون مادر اوزون حسن، فرمانروای سلسلهٔ آق‌قویونلو و مادربزرگ پدری شاه اسماعیل اول بنیان‌گذار سلسلهٔ صفوی بوده‌است.
این موضوع در کتاب «کشکسرای در گذر زمان» تألیف دکتر محمدحسن پدرام مورد اشاره قرار گرفته و یکی از فرضیه‌های تاریخی دربارهٔ وجه‌تسمیه این شهر به‌شمار می‌رود.

## معرفی شهر کشکسرای
کشکسرای شهری در ۱۵ کیلومتری شهرستان مرند، یکی از باغ‌شهرهای سرسبز و برخوردار از موقعیت ارتباطی ممتاز در استان آذربایجان شرقی به‌شمار می‌رود. این شهر به‌سبب قرار گرفتن در مسیر اصلی ارتباطی شمال‌غرب کشور، دروازهٔ آذربایجان شرقی به اروپا محسوب شده و نزدیک‌ترین شهر استان به مرز ترکیه است؛ فاصلهٔ آن تا شهر مرزی بازرگان حدود ۱۷۰ کیلومتر می‌باشد.
از دیرباز، کشکسرای با باغ‌های گسترده و زردآلوهای مرغوب خود در میان شهرها و شهرستان‌های اطراف شهرت داشته‌است. این شهر هنوز هم به‌عنوان یکی از مراکز اصلی تولید زردآلو در منطقه شناخته می‌شود.
اقتصاد محلی کشکسرای عمدتاً بر پایهٔ کشاورزی و حمل‌ونقل جاده‌ای استوار است. بخش بزرگی از مردمان این شهر در زمینهٔ رانندگی کامیون‌های سنگین (تریلی) و فعالیت‌های کشاورزی، به‌ویژه باغداری، مشغول به کار هستند.

## کوه گچی قالا، نماد زیبای شهر کشکسرای
کوه گچی‌قالاسی، واقع در یک کیلومتری جنوب شهر کشکسرای، از جمله مناطق طبیعی و تفریحی شاخص این شهر به‌شمار می‌رود. موقعیت این کوه و چشم‌اندازهای اطراف آن، به‌ویژه در فصول بهار و تابستان، موجب جذب گردشگران محلی و علاقه‌مندان به طبیعت شده‌است.
در پشت این کوه، روستای سرسبز و زیبای ارلان قرار دارد که به‌عنوان یکی از دل‌انگیزترین و خوش‌منظره‌ترین روستاهای شهرستان مرند شناخته می‌شود. نزدیکی ارلان به کوه گچی‌قالاسی، ترکیبی از طبیعت کوهستانی و باغ‌های سرسبز را پدید آورده‌است که جلوه‌ای خاص به این منطقه بخشیده است.

## صنایع دستی
از جمله صنایع دستی برجستهٔ کشکسرای می‌توان به سبدبافی سنتی اشاره کرد که در آن انواع سبدهای حصیری برای حمل نان، میوه و سایر لوازم، از ساقه‌های گندم بافته می‌شود. این هنر اصیل که ریشه در زندگی کشاورزی و وجود گندمزارهای گسترده در منطقه دارد، از دیرباز در میان زنان و دختران این دیار رواج داشته و آنان با مهارت و ذوق هنری خود، در کنار فعالیت‌های روزمره، نقش مؤثری در بهبود وضعیت اقتصادی خانواده ایفا می‌کرده‌اند.
فرایند تهیهٔ این سبدها شامل چیدن ساقه‌های بلند گندم، نرم کردن آن‌ها با آب و در برخی موارد، رنگ‌آمیزی طبیعی بوده است؛ سپس این مواد اولیه با دستان هنرمند بانوان کشکسرای، به سبدهایی زیبا و کاربردی بدل می‌شدند که جلوه‌ای از هنر و زندگی روستایی را در خود دارند.
سبدبافی کشکسرای، هنری کهن و هویت‌ساز است که متأسفانه در سال‌های اخیر، با کاهش استقبال نسل‌های جوان، رو به فراموشی نهاده است.

## اطلاعات قدیمی
لغتنامه دهخدا به نقل از جلد چهارم فرهنگ جغرافیایی ایران می‌نویسد:
کشک سرای. [ ک ُ شک س َ ] ( اِخ ) دهی است از دهستان یامچی بخش مرکزی شهرستان مرند واقع در ١٨هزارگزی باختری مرند و پانصد گزی شوسه خوی به مرند دارای ٢٨٩٢ تن سکنه دارد. آب آن از رودخانه و قنات و راه شوسه است.  .